# Stactobia thorin
Stactobia thorin är en nattsländeart som beskrevs av Schmid 1983. Stactobia thorin ingår i släktet Stactobia och familjen smånattsländor. Inga underarter finns listade i Catalogue of Life.